# Mistrzostwa Europy w Wioślarstwie 2008 – czwórka podwójna kobiet
Czwórka podwójna kobiet (W4x) – konkurencja rozgrywana podczas Mistrzostw Europy w Wioślarstwie 2008 w Atenach między 19 a 20 września.

## Harmonogram konkurencji
| Wydarzenie               | Runda           |
| ------------------------ | --------------- |
| Piątek, 19 września 2008 | Wyścig pokazowy |
| Sobota, 20 września 2008 | Finał A         |

## Medaliści
| Złoto                                                                                      | Srebro                                                                         | Brąz                                                                          |
| Ukraina · Switłana Spiriuchowa · Ołena Ołefirenko · Natalija Lalczuk · Tetiana Kolesnikowa | Rosja · Olga Samulenkowa · Łarisa Mierk · Oksana Dorodnowa · Julija Kalinowska | Rumunia · Ionelia Neacsu · Cristina Ilie · Adelina Cojocariu · Roxana Cogianu |

## Wyniki

### Wyścig pokazowy
Reguła kwalifikacji: 1... → FA
| Miejsce | Zawodnik                                                                   | Kraj    | Czas    | Uwagi |
| ------- | -------------------------------------------------------------------------- | ------- | ------- | ----- |
| 1       | Switłana Spiriuchowa Ołena Ołefirenko Natalija Lalczuk Tetiana Kolesnikowa | Ukraina | 6:25,60 | FA    |
| 2       | Olga Samulenkowa Łarisa Mierk Oksana Dorodnowa Julija Kalinowska           | Rosja   | 6:28,61 | FA    |
| 3       | Birgit Pühringer Christine Schönthaler Lisa Farthofer Magdalena Lobnig     | Austria | 6:31,72 | FA    |
| 4       | Ionelia Neacsu Cristina Ilie Adelina Cojocariu Roxana Cogianu              | Rumunia | 6:33,73 | FA    |
| 5       | Rebekka Klemp Sophie Dunsing Julia Lepke Lena Moebus                       | Niemcy  | 6:33,75 | FA    |
| 6       | Donata Vištartaitė Lina Šaltytė Gabrielė Albertavičiūtė Vaida Arbočiūtė    | Litwa   | 7:11,95 | FA    |

### Finał A
| Miejsce | Zawodnik                                                                   | Kraj    | Czas    | Uwagi |
| ------- | -------------------------------------------------------------------------- | ------- | ------- | ----- |
|         | Switłana Spiriuchowa Ołena Ołefirenko Natalija Lalczuk Tetiana Kolesnikowa | Ukraina | 6:26,54 |       |
|         | Olga Samulenkowa Łarisa Mierk Oksana Dorodnowa Julija Kalinowska           | Rosja   | 6:28,20 |       |
|         | Ionelia Neacsu Cristina Ilie Adelina Cojocariu Roxana Cogianu              | Rumunia | 6:30,64 |       |
| 4       | Rebekka Klemp Sophie Dunsing Julia Lepke Lena Moebus                       | Niemcy  | 6:36,30 |       |
| 5       | Birgit Pühringer Christine Schönthaler Lisa Farthofer Magdalena Lobnig     | Austria | 6:37,65 |       |
| 6       | Donata Vištartaitė Lina Šaltytė Gabrielė Albertavičiūtė Vaida Arbočiūtė    | Litwa   | 6:54,28 |       |